# Garnik Shahbandari
Garnik Shahbandari (Teherán, Irán; 1 de abril de 1954) es un exfutbolista de Irán que jugaba en la posición de centrocampista.

## Carrera

### Club
| Periodo   | Club              |
| --------- | ----------------- |
| 1972      | FC Ararat Teherán |
| 1973-1974 | Bank Melli FC     |
| 1975-1976 | Daraei FC         |
| 1977-1985 | FC Ararat Teherán |

### Selección nacional
Jugó para Irán en dos ocasiones en la Copa Asiática 1976, de la cual salió campeón.

## Logros
- Copa Asiática: 1

1976